# Jan Juc
Jan Juc is een plaats in de Australische deelstaat Victoria en telt 3158 inwoners (2006).